# Clinton Wheeler
Clinton Wheeler (ur. 27 października 1959 w Neptune Township, zm. 14 lutego 2019 w Middletown Township) – amerykański koszykarz, występujący na pozycji rozgrywającego.

## Osiągnięcia
Na podstawie, o ile nie zaznaczono inaczej.
NCAA Division III
- Koszykarz roku konferencji Athletic Conference (1980, 1981)
- Rekordzista drużyny Pioneers:
  - sezonu zasadniczego w:
    - liczbie celnych rzutów z gry (1980 – 283)
    - skuteczności rzutów z gry (1980 – 62,9%)

  - w liczbie celnych rzutów z gry, uzyskany podczas jednego spotkania (21 – 18.02.1980)

Drużynowe
- Mistrz:
  - CBA (1987)
  - Niemiec (1990–1993)
  - USBL (1987, 1994)
  - WBL (1989)
- Zdobywca Pucharu Niemiec (1990, 1991, 1993)

Indywidualne
- MVP play-off CBA (1987)
- Zaliczony do:
  - I składu:
    - CBA (1986, 1989)
    - defensywnego:
      - USBL (1985, 1987)
      - CBA (1985–1987, 1989)

  - II składu USBL (1987)
- Zwycięzca konkursu rzutów za 3 punkty ligi niemieckiej (1989, 1990)
- Lider w przechwytach:
  - CBA (1986)
  - Euroligi (1993)